# 諏訪 (大阪市)
諏訪（すわ）は、大阪府大阪市城東区にある町名。現行行政地名は諏訪一丁目から諏訪四丁目。

## 地理
城東区の南東部に位置し、西に永田、南に東成区深江北、北に鶴見区放出東、東に東大阪市と接している。

### 河川
- 第二寝屋川

## 世帯数と人口
2019年（平成31年）3月31日現在の世帯数と人口は以下の通りである。
| 丁目       | 世帯数    | 人口    |
| ---------- | --------- | ------- |
| 諏訪一丁目 | 844世帯   | 1,640人 |
| 諏訪二丁目 | 976世帯   | 1,824人 |
| 諏訪三丁目 | 883世帯   | 1,878人 |
| 諏訪四丁目 | 1,858世帯 | 3,177人 |
| 計         | 4,561世帯 | 8,519人 |

### 人口の変遷
国勢調査による人口の推移。
| 1995年（平成7年）  | 8,812人 | [ 5 ] |  |
| 2000年（平成12年） | 8,687人 | [ 6 ] |  |
| 2005年（平成17年） | 8,458人 | [ 7 ] |  |
| 2010年（平成22年） | 8,159人 | [ 8 ] |  |
| 2015年（平成27年） | 7,976人 | [ 9 ] |  |

### 世帯数の変遷
国勢調査による世帯数の推移。
| 1995年（平成7年）  | 3,615世帯 | [ 5 ] |  |
| 2000年（平成12年） | 3,689世帯 | [ 6 ] |  |
| 2005年（平成17年） | 3,766世帯 | [ 7 ] |  |
| 2010年（平成22年） | 3,719世帯 | [ 8 ] |  |
| 2015年（平成27年） | 3,701世帯 | [ 9 ] |  |

## 学区
市立小・中学校に通う場合、学区は以下の通りとなる。なお、小学校・中学校入学時に学校選択制度を導入しており、通学区域以外に城東区の小学校・中学校から選択することも可能。
| 丁目       | 番   | 小学校             | 中学校             |
| ---------- | ---- | ------------------ | ------------------ |
| 諏訪一丁目 | 全域 | 大阪市立諏訪小学校 | 大阪市立城東中学校 |
| 諏訪二丁目 | 全域 | 大阪市立諏訪小学校 | 大阪市立城東中学校 |
| 諏訪三丁目 | 全域 | 大阪市立諏訪小学校 | 大阪市立城東中学校 |
| 諏訪四丁目 | 全域 | 大阪市立諏訪小学校 | 大阪市立城東中学校 |

## 事業所
2016年（平成28年）現在の経済センサス調査による事業所数と従業員数は以下の通りである。
| 丁目       | 事業所数  | 従業員数 |
| ---------- | --------- | -------- |
| 諏訪一丁目 | 54事業所  | 257人    |
| 諏訪二丁目 | 65事業所  | 392人    |
| 諏訪三丁目 | 112事業所 | 1,037人  |
| 諏訪四丁目 | 153事業所 | 867人    |
| 計         | 384事業所 | 2,553人  |

## 交通
- 国道479号
- 大阪府道159号平野守口線
- 中央大通

## 施設
- 大阪府立成城高等学校
- 城東諏訪郵便局
- 業務スーパー 深江橋店

## その他

### 日本郵便
- 〒536-0021[3]（集配局：大阪城東郵便局[13]）